# S Crucis
S Crucis är en pulserande variabel  av Delta Cephei-typ (DCEP) i stjärnbilden Södra korset.
Stjärnan varierar mellan visuell magnitud +6,22 och 6,92 med en period av 4,68997 dygn.